# Lucas Evangelista
Pour les articles homonymes, voir Evangelista.
Lucas Evangelista Santana de Oliveira, né le 6 mai 1995, est un footballeur brésilien jouant actuellement au poste de milieu de terrain au SE Palmeiras.

## Biographie
Lucas Evangelista rejoint le centre de formation du Desportivo Brasil, avant de faire un essai à Manchester United en 2012. Il rejoint le São Paulo FC un peu plus tard dans l'année.

Lucas Evangelista se voit promu dans l'équipe première de São Paulo en mai 2013, et joue son premier match avec le club en mai 2013 lors d'un match nul contre l'Atlético Mineiro. 
En août 2013, il marque son premier but avec São Paulo, dans un match perdu 2 buts à 1 contre le Portuguesa de Desportos.

Le 28 août 2014, il est transféré à l'Udinese Calcio pour un montant de 4 millions d'€. Il y joue son premier match le 19 octobre 2014 contre le Torino FC (défaite 1-0). Le 3 décembre 2014, il joue son premier match en Coupe d'Italie contre le Cesena Calcio et marque un but pendant la prolongation, alors que le score était de 2-2, permettant à son équipe de s'imposer.
En 2015, il participe avec l'équipe du Brésil des moins de 20 ans, au championnat sud-américain des moins de 20 ans. Lors de cette compétition organisée en Uruguay, il joue six matchs. Il se met en évidence en délivrant deux passes décisives, contre le Venezuela, et le Paraguay. Avec un bilan de cinq victoires, un nul et trois défaites, le Brésil se classe quatrième du tournoi.
Le 27 juillet 2018, Lucas Evangelista quitte l'Udinese pour s'engager avec le FC Nantes pour un contrat de cinq ans. Le montant du transfert avoisine les 4 millions d'euros. 
Miguel Cardoso, entraîneur des canaris, lui fait souvent confiance lors des premiers matchs de Ligue 1. Mais à la suite de son limogeage et de l'arrivée de Vahid Halilhodžić, Lucas Evangelista verra son temps de jeu se réduire considérablement.
Le 23 août 2019, il quitte le FC Nantes, sous forme de prêt avec option d'achat, pour le Vitória Guimarães.
Prêté au RB Bragantino le 10 août 2020, il y est transféré définitivement le 28 juin 2021.

## Statistiques
| Saison                | Club                        | Championnat           | Championnat | Championnat | Championnat | Coupe(s) nationale(s) | Coupe(s) nationale(s) | Coupe(s) nationale(s) | Compétition(s) continentale(s) | Compétition(s) continentale(s) | Compétition(s) continentale(s) | Compétition(s) continentale(s) | Ligue régionale | Ligue régionale | Ligue régionale | Total | Total | Total |
| Saison                | Club                        | Division              | M.          | B.          | P.d.        | M.                    | B.                    | P.d.                  | Comp.                          | M.                             | B.                             | P.d.                           | M.              | B.              | P.d.            | M.    | B.    | P.d.  |
| 2013                  | São Paulo FC                | Série A               | 19          | 1           | 0           | -                     | -                     | -                     | RS+CS+CLe                      | 1+2+1                          | 0                              | 0                              | -               | -               | -               | 23    | 1     | 0     |
| 2014                  | São Paulo FC                | Série A               | -           | -           | -           | -                     | -                     | -                     | -                              | -                              | -                              | -                              | 4               | 1               | 0               | 4     | 1     | 0     |
| Sous-total            | Sous-total                  | Sous-total            | 19          | 1           | 0           | -                     | -                     | -                     | -                              | 4                              | 0                              | 0                              | 4               | 1               | 0               | 27    | 2     | 0     |
| 2014-2015             | Udinese Calcio              | Serie A               | 4           | 0           | 0           | 1                     | 1                     | 0                     | -                              | -                              | -                              | -                              | -               | -               | -               | 5     | 1     | 0     |
| 2015-2016             | Udinese Calcio              | Serie A               | 0           | 0           | 0           | 2                     | 0                     | 0                     | -                              | -                              | -                              | -                              | -               | -               | -               | 2     | 0     | 0     |
| 2016-2017             | Udinese Calcio              | Serie A               | 6           | 0           | 1           | -                     | -                     | -                     | -                              | -                              | -                              | -                              | -               | -               | -               | 6     | 0     | 1     |
| Sous-total            | Sous-total                  | Sous-total            | 10          | 0           | 1           | 3                     | 1                     | 0                     | -                              | -                              | -                              | -                              | -               | -               | -               | 13    | 1     | 1     |
| 2015-2016             | Panathinaïkós (prêt)        | Super League          | 11          | 1           | 1           | 1                     | 0                     | 0                     | -                              | -                              | -                              | -                              | -               | -               | -               | 12    | 1     | 1     |
| 2017-2018             | GD Estoril (prêt)           | Liga NOS              | 34          | 4           | 3           | 2                     | 0                     | 0                     | -                              | -                              | -                              | -                              | -               | -               | -               | 36    | 4     | 3     |
| 2018-2019             | FC Nantes                   | Ligue 1               | 14          | 1           | 0           | 5                     | 0                     | 1                     | -                              | -                              | -                              | -                              | -               | -               | -               | 19    | 1     | 1     |
| 2019-2020             | Vitória de Guimarães (prêt) | Liga NOS              | 19          | 1           | 2           | 3                     | 0                     | 0                     | C3                             | 4                              | 0                              | 1                              | -               | -               | -               | 26    | 1     | 3     |
| Sous-total            | Sous-total                  | Sous-total            | 78          | 7           | 6           | 11                    | 0                     | 1                     | -                              | 4                              | 0                              | 1                              | -               | -               | -               | 93    | 7     | 8     |
| 2020                  | RB Bragantino (prêt)        | Série A               | 20          | 2           | 1           | 2                     | 0                     | 0                     | -                              | -                              | -                              | -                              | -               | -               | -               | 22    | 2     | 1     |
| 2021                  | RB Bragantino (prêt)        | Série A               | 14          | 2           | 2           | 4                     | 0                     | 0                     | CS                             | 10                             | 1                              | 1                              | 12              | 0               | 0               | 40    | 3     | 3     |
| 2022                  | RB Bragantino               | Série A               | 29          | 2           | 2           | 2                     | 0                     | 0                     | CL                             | 5                              | 0                              | 0                              | 4               | 0               | 0               | 40    | 2     | 2     |
| Sous-total            | Sous-total                  | Sous-total            | 63          | 6           | 5           | 8                     | 0                     | 0                     | -                              | 15                             | 1                              | 1                              | 16              | 0               | 0               | 102   | 7     | 6     |
| Total sur la carrière | Total sur la carrière       | Total sur la carrière | 170         | 14          | 12          | 22                    | 1                     | 1                     | -                              | 23                             | 1                              | 2                              | 20              | 1               | 0               | 235   | 17    | 15    |